# 상주앙델헤이 연방대학교
상주앙델헤이 연방대학교(포르투갈어: Universidade Federal de São João del-Rei 또는 UFSJ)는 브라질 미나스제라이스주에 있는 공립 대학이다.